# Оглсби, Ричард Джеймс
Ричард Джеймс Оглсби (англ. Richard James Oglesby, 25 июля 1824 г. – 24 апреля 1899 года) — американский военный и политик-республиканец из Иллинойса, три срока подряд занимавший пост губернатора Иллинойса (с 1865 по 1869 год, в течение десяти дней в 1873 году и с 1885 по 1889 год), был сенатором США от Иллинойса (с 1873 по 1879 год), а с 1960 года — членом Сената Иллинойса. Город Оглсби штата Иллинойса и начальная школа в Оберн-Грешем на юге Чикаго названа в его честь.
Оглсби служил в армии США во время американо-мексиканской войны 1846–1847 годов. После войны стал старателем во время Калифорнийской золотой лихорадки, был избран в Генеральную ассамблею Иллинойса. Во время Гражданской войны в США Оглсби вступил добровольцем в армию Союза, дослужился до звания генерал-майора на Западном театре военных действий и оставил армию в 1864 году, когда был избран губернатором Иллинойса.

## Ранние годы
Оглсби родился в Флойдсбурге, округ Олдем, штат Кентукки. Ричард осиротел и в 1836 году переехал жить к своему дяде в Декейтер, штат Иллинойс, где работал батраком и плотником.

## Мексикано-американская война
С началом американо-мексиканской войны Оглсби поступил добровольцем на службу в качестве 1-го лейтенанта в роту "C" 4-го добровольческого пехотного полка Иллинойса. Он принял участие в сражениях при Веракрусе и Серро-Гордо, «где его полк почти захватил президента Мексики генерала де Санта-Анну, но удовольствовался лишь его пробковой ногой, экипажем и 20 000 долларов золотом». Оглсби покинул службу в мае 1847 года. 

## Вступление в политику
В 1848 году Оглсби учился в юридической школе Луисвилля. В 1849 году во время золотой лихорадки отправился в Калифорнию, где попробовал свои силы в золотодобыче. После двух лет путешествий по Европе он вернулся в Иллинойс в 1851 году и вступил в Руспубликанскую партию на раннем этапе её формирования. Оглсби был одним из первых сторонников выдвижения Авраама Линкольна кандидатом в президенты от Республиканской партии в 1860 году. В штабе Линкольна он получил прозвище «Рельсорез» (англ. Railsplitter).

## Гражданская война

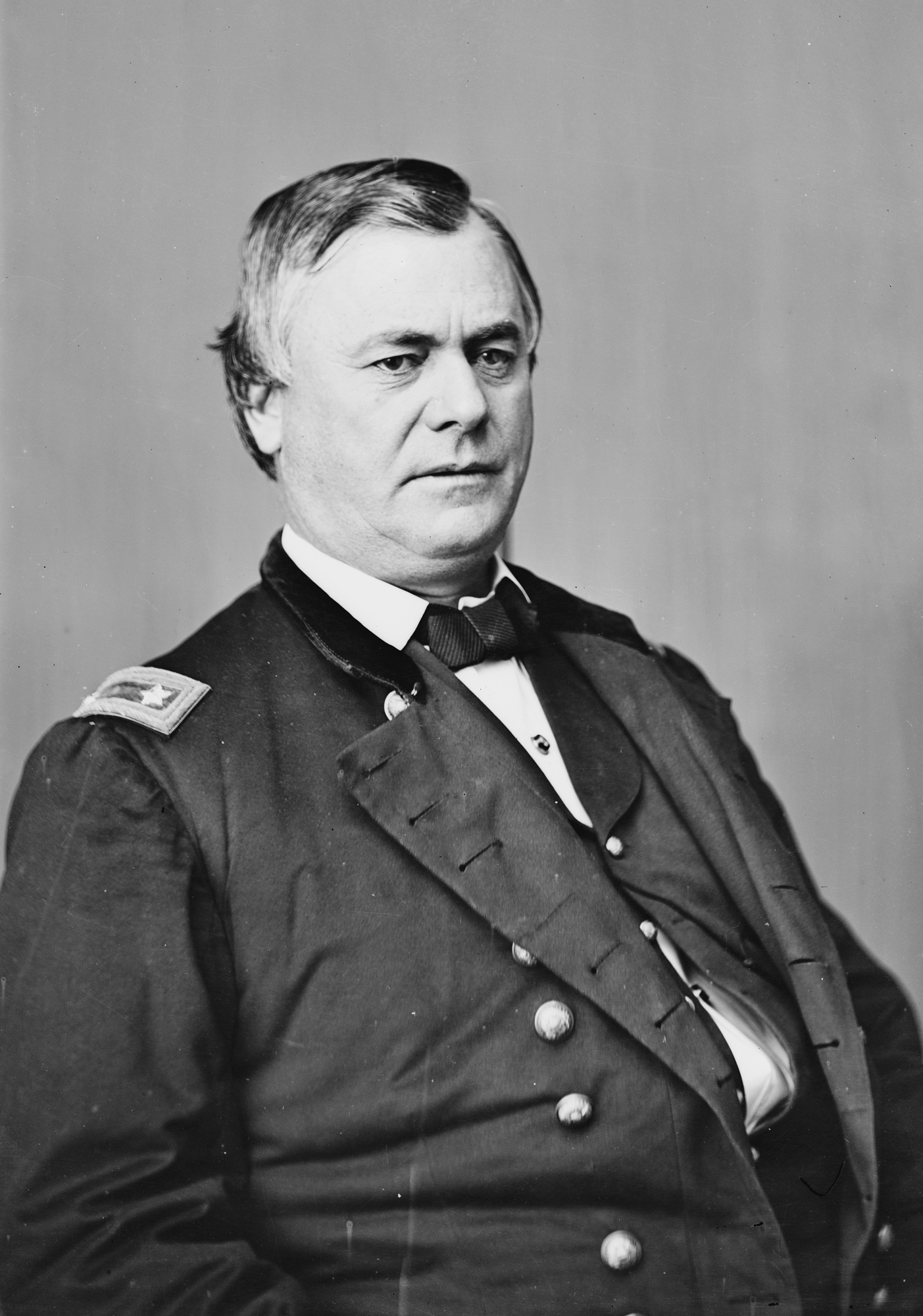
Оглсби — генерал-майор армии Союза, предположительно 1862–1863 гг.

В начале Гражданской войны Оглсби был назначен полковником 8-го Иллинойсского добровольческого пехотного полка. Он был любимцем солдат и получил от них прозвище «Дядя Дик» (англ. Uncle Dick). Оглсби командовал бригадой в сражениях за форт Генри и за форт Донелсон и вскоре после этого получил звание бригадного генерала. Оглсби командовал войсками во время осады Коринта, получил тяжелые ранения в битве при Коринте в 1862 году и в том же году был повышен до звания генерал-майора. После короткого периода восстановления Оглсби возобновил военную службу в 1863 году. Однако по просьбе Авраама Линкольна он комисовался в 1864 году и успешно баллотировался на пост губернатора Иллинойса от республиканской партии. 
15 апреля 1865 года Оглсби присутствовал в доме Петерсена при кончине президента Авраама Линкольна. 

## Политическая карьера в Иллинойсе

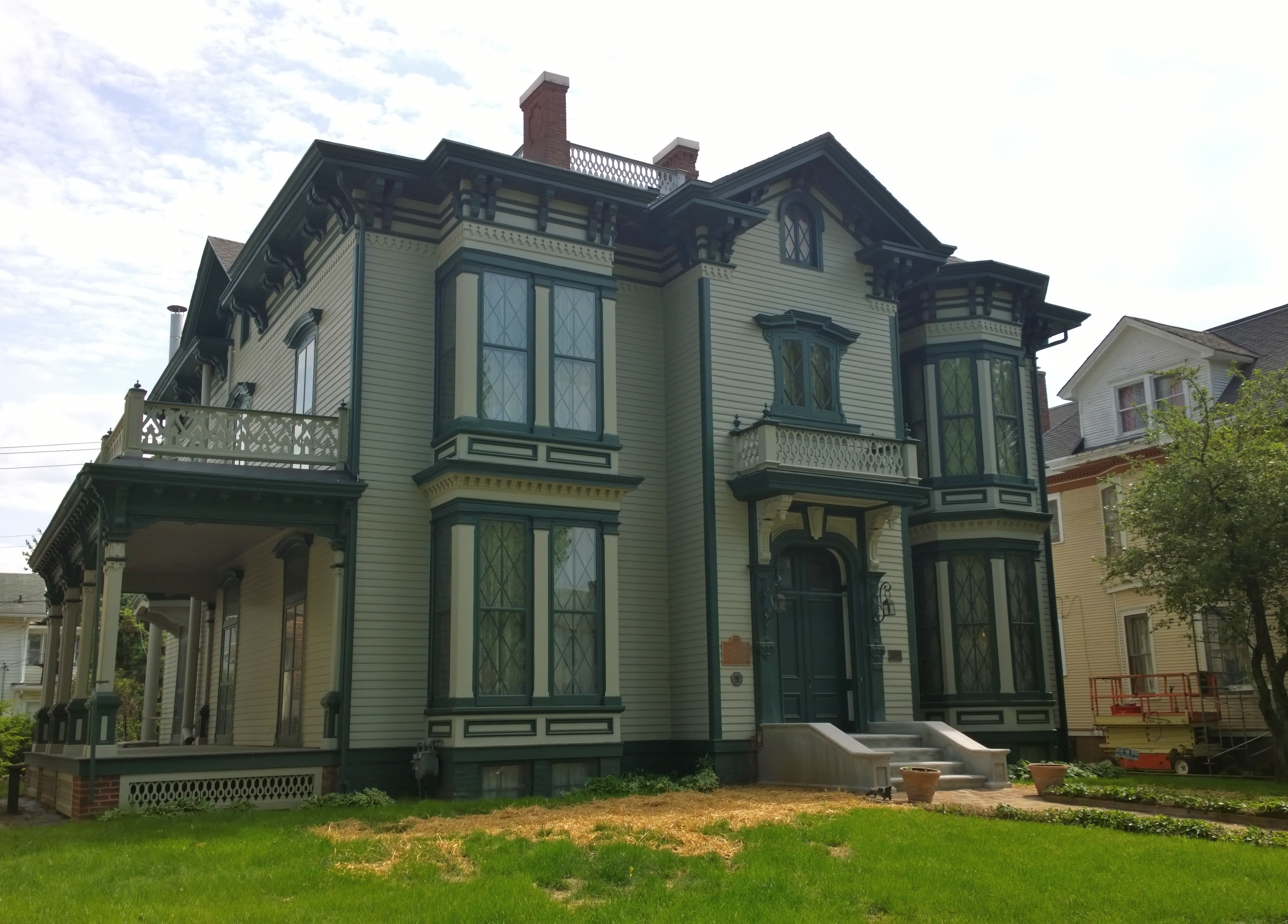
Имение Оглсби на Уильям-стрит в Декейтере, штат Иллинойс, где Оглсби и его жена Эмма жили с 1874 по 1882 год.

Оглсби занимал пост губернатора Иллинойса с 1865 по 1869 год. На посту губернатора он выступал за улучшение качества ухода за психически больными и гражданами с ограниченными возможностями. Он также подписал закон, расширяющий систему государственных больниц с одного кампуса до трех.
После окончания срока он занимался юридической практикой до 1872 года, когда он согласился на схему, по которой Оглсби снова баллотировался на пост губернатора, но сразу после инаугурации передал должность вице-губернатору в обмен на место в Сенате США. С 1873 по 1879 год Оглсби был сенатором. В 1884 году он был переизбран губернатором в третий раз, став первым человеком в истории Иллинойса, трижды занимавшим этот пост. В конце своего третьего срока на посту губернатора он безуспешно пытался переизбраться в Сенат. Оставшиеся годы жизни Оглсби провел на пенсии и умер в своем поместье «Оглхёрст» (англ. Oglehurst) и был похоронен в Элкхарте, штат Иллинойс. В Линкольн-парке в Чикаго был утсановлен памятник Ричарду Оглсби.
Его сын, Джон Оглсби, дважды был вице-губернатором Иллинойса.